# Hummerite
L'hummerite (simbolo IMA: Hum) è un raro minerale della famiglia della pascoite all'interno della quale viene elencato nel gruppo della pascoite; appartiene alla famiglia degli "ossidi e idrossidi" e possiede la composizione chimica KMgV5+5O14 • 8H2O.

## Etimologia e storia
L'hummerite è stata chiamata in questo modo nel 1951 da Alice D. Weeks, Evelyn A. Cisney e Alexander M. Sherwood per via della sua località tipo, la miniera di "Hummer" in Colorado (Stati Uniti).

## Classificazione
La classica nona edizione della sistematica dei minerali di Strunz, aggiornata dall'Associazione Mineralogica Internazionale (IMA) fino al 2009, elenca l'hummerite nella classe "4. Ossidi (idrossidi, V[5,6] vanadati, arseniti, antimoniti, bismutiti, solfiti, seleniti, telluriti, iodati)" e nella sottoclasse "4.H V[5,6] Vanadati"; questa viene suddivisa in base alla tipologia di vanadato, in modo tale che l'hummerite possa essere trovata nella sezione "4.HC [6]-Sorovanadati" dove è l'unico membro del sistema nº 4.HC.10.
Tale classificazione viene mantenuta invariata anche nell'edizione successiva, proseguita dal database "mindat.org" e chiamata Classificazione Strunz-mindat.
Nella Sistematica dei lapis (Lapis-Systematik) di Stefan Weiß l'hummerite è elencata nella classe degli "ossidi" e da lì nella sottoclasse degli "ossidi di vanadio (polivanadati con V4+/5+)"; qui il minerale si trova nel "gruppo dei vanadati" dove forma il sistema nº IV/G.01 insieme a bluestreakite, burroite, gunterite, hughesite, huemulite, kokinosite, lasalite, magnesiopascoite, nashite, pascoite, postite, rakovanite, schindlerite, sherwoodite e wernerbaurite.
La classificazione dei minerali secondo Dana, usata principalmente nel mondo anglosassone, elenca invece l'hummerite nella famiglia dei "fosfati, arseniati e vanadati"; qui si trova nella classe degli "ossosali di vanadio" e nella sottoclasse degli "ossosali di vanadio (VmOn)" dove è l'unico membro del sistema nº 47.02.02.

## Abito cristallino
L'hummerite cristallizza nel sistema triclino nel gruppo spaziale P1 (gruppo nº 2) con i parametri reticolari a = 10,81 Å, b = 11,01 Å, c = 8,85 Å, α = 106,07°, β = 107,82° e γ = 65,67°, oltre ad avere 2 unità di formula per cella unitaria.

## Origine e giacitura
L'hummerite si forma per lisciviazione dai minerali di ossido di vanadio e depositato in vene di argilla e come efflorescenze su depositi uranio-vanadio a strati o a fronte di rotolamento in arenaria. La paragenesi è con bluestreakite, epsomite, gesso, huemulite, metamunirite, munirite, rossite e thénardite.
L'hummerite è piuttosto rara ed è stata trovata solo in pochi siti: le miniere di "Peanuts", di "Whitney" e di "Hummer" (quest'ultima località tipo, 38.23073°N 108.75349°W) tutte nella contea di Montrose, oltre a esserci stati ritrovamenti anche nelle contee di Mesa e di Pueblo (tutte in Colorado), nelle contee di Apache (Arizona), di Eureka (Nevada), di Fall River (Dakota del Sud) e nelle contee di Emery e di San Juan (Utah).
Altri siti di ritrovamento sono: la miniera di "Huemul" (nel dipartimento di Malargüe in Argentina); il monte Kara-Chagyr (nella regione di Batken in Kirghizistan); a Kauern (in Turingia, Germania); nella miniera di "Molinello" presso Ne (Italia).

## Forma in cui si presenta in natura
L'hummerite si trova in vene e in efflorescenze. Il minerale è traslucido con lucentezza perlacea; il colore dall'arancio brillante al giallo, e il colore del suo striscio è giallo.